# Brande Højskole
Brande Højskole er en højskole beliggende i Brande. Skolen henvender sig især for voksne ordblinde, "skoleramte" eller fremmedsprogede elever. Brande Højskole blev etableret i 1993.